# 音西街道
音西街道是中国福建省福州市福清市下辖的一个街道。

## 行政区划
音西街道下辖以下地区：
融西社区、凤山社区、融音社区、福景社区、侨盛社区、音西村、云中洋村、文楼村、龙溪村、马山村、瑶峰村、珠山村、西楼村、洋埔村、埔尾村和芦院村。